# Sylvia Hanika
Sylvia Hanika (née le 30 novembre 1959 à Munich) est une joueuse de tennis allemande (ex-RFA), professionnelle de 1977 à 1990.
En 1981, elle obtient son plus beau résultat en Grand Chelem, parvenant en finale de Roland-Garros où elle s'incline face à Hana Mandlíková, non sans avoir éliminé Martina Navrátilová en quart (6-2, 6-4) et Andrea Jaeger en demi (4-6, 6-1, 6-4).
En 1982, elle remporte son plus beau titre, aux Masters, en battant successivement Mima Jaušovec, Anne Smith, Wendy Turnbull et enfin la grande favorite Martina Navrátilová. Elle s'illustre à nouveau dans cette compétition les années suivantes, avec des victoires sur les anciennes numéro un mondiale Tracy Austin (1983) et Chris Evert (1987).
Sylvia Hanika a gagné cinq tournois WTA au cours de sa carrière, dont quatre en simple.

## Palmarès

### Titres en simple dames
| No | Date       | Nom et lieu du tournoi                 | Catégorie | Dotation  | Surface         | Finaliste              | Score              |          |
| -- | ---------- | -------------------------------------- | --------- | --------- | --------------- | ---------------------- | ------------------ | -------- |
| 1  | 22-01-1979 | Avon Futures of Boise, Boise           | Futures   | 25 000 $  | Dur (int.)      | Sherry Acker           | 6-3, 6-2           | Parcours |
| 2  | 23-02-1981 | Avon Championships of Seattle, Seattle |           | 150 000 $ | Moquette (int.) | Barbara Potter         | 6-2, 6-4           | Parcours |
| 3  | 20-07-1981 | Monaco Women's Tennis, Monte-Carlo     |           | 150 000 $ | Terre (ext.)    | Hana Mandlíková        | 2-6, 6-3, 5-6, ab. | Parcours |
| 4  | 22-03-1982 | Avon Circuit Championships, New York   | Masters   | 300 000 $ | Moquette (int.) | Martina Navrátilová    | 1-6, 6-3, 6-4      | Parcours |
| 5  | 22-10-1984 | Daihatsu Challenge, Brighton           |           | 175 000 $ | Moquette (int.) | Joanne Russell         | 6-3, 1-6, 6-2      | Parcours |
| 6  | 15-09-1986 | Athens Trophy, Athènes                 |           | 75 000 $  | Terre (ext.)    | Angelikí Kanellopoúlou | 7-5, 6-1           | Parcours |

### Finales en simple dames
| No | Date       | Nom et lieu du tournoi                         | Catégorie      | Dotation  | Surface         | Vainqueure           | Score         |          |
| -- | ---------- | ---------------------------------------------- | -------------- | --------- | --------------- | -------------------- | ------------- | -------- |
| 1  | 20-11-1978 | Christchurch Invitational, Christchurch        |                | 35 000 $  | Gazon (ext.)    | Regina Maršíková     | 6-2, 6-1      | Parcours |
| 2  | 07-05-1979 | Italian Open, Rome                             | Colgate Series | 100 000 $ | Terre (ext.)    | Tracy Austin         | 6-4, 1-6, 6-3 | Parcours |
| 3  | 23-07-1979 | Head Cup Austrian Open, Kitzbühel              |                | 13 500 $  | Terre (ext.)    | Hana Mandlíková      | 2-6, 7-5, 6-3 | Parcours |
| 4  | 19-01-1981 | Avon Championships of Cincinnati, Cincinnati   |                | 150 000 $ | Moquette (int.) | Martina Navrátilová  | 6-2, 6-4      | Parcours |
| 5  | 25-05-1981 | Roland-Garros, Paris                           | G. Chelem      | 300 000 $ | Terre (ext.)    | Hana Mandlíková      | 6-2, 6-4      | Parcours |
| 6  | 13-07-1981 | Austrian Open, Kitzbühel                       |                | 50 000 $  | Terre (ext.)    | Claudia Kohde-Kilsch | 7-5, 7-6      | Parcours |
| 7  | 01-03-1982 | Avon Championships of Los Angeles, Los Angeles | Champ’s        | 150 000 $ | Moquette (int.) | Mima Jaušovec        | 6-2, 7-6      | Parcours |
| 8  | 03-01-1983 | Virginia Slims of Washington, Washington       |                | 150 000 $ | Moquette (int.) | Martina Navrátilová  | 6-1, 6-1      | Parcours |
| 9  | 10-01-1983 | Virginia Slims of Houston, Houston             |                | 150 000 $ | Moquette (int.) | Martina Navrátilová  | 6-3, 7-6      | Parcours |
| 10 | 21-02-1983 | Virginia Slims of Oakland, Oakland             |                | 150 000 $ | Moquette (int.) | Bettina Bunge        | 6-3, 6-3      | Parcours |
| 11 | 14-03-1983 | Virginia Slims of Boston, Boston               |                | 150 000 $ | Moquette (int.) | Wendy Turnbull       | 6-3, 3-6, 6-4 | Parcours |
| 12 | 26-09-1983 | US Indoors, Hartford                           |                | 150 000 $ | Moquette (int.) | Kim Jones            | 6-4, 6-3      | Parcours |
| 13 | 09-02-1987 | Virginia Slims of California, San Francisco    |                | 150 000 $ | Moquette (int.) | Zina Garrison        | 7-5, 4-6, 6-3 | Parcours |
| 14 | 24-08-1987 | United Jersey Bank Classic, Mahwah             |                | 150 000 $ | Dur (ext.)      | Manuela Maleeva      | 1-6, 6-4, 6-1 | Parcours |
| 15 | 29-02-1988 | Virginia Slims of Kansas, Wichita              | Tier V         | 100 000 $ | Dur (int.)      | Manuela Maleeva      | 7-6, 7-5      | Parcours |
| 16 | 18-07-1988 | Aix-en-Provence, Aix-en-Provence               | Tier V         | 100 000 $ | Terre (ext.)    | Judith Wiesner       | 6-1, 6-2      | Parcours |

### Titre en double dames
| No | Date       | Nom et lieu du tournoi          | Catégorie | Dotation  | Surface    | Partenaire           | Finalistes               | Score         |          |
| -- | ---------- | ------------------------------- | --------- | --------- | ---------- | -------------------- | ------------------------ | ------------- | -------- |
| 1  | 28-11-1988 | Southern Cross Classic Adélaïde | Tier V    | 100 000 $ | Dur (ext.) | Claudia Kohde-Kilsch | Lori McNeil Jana Novotná | 7-5, 6-7, 6-4 | Parcours |

### Finales en double dames
| No | Date       | Nom et lieu du tournoi                 | Catégorie | Dotation  | Surface         | Vainqueures                          | Partenaire       | Score    |          |
| -- | ---------- | -------------------------------------- | --------- | --------- | --------------- | ------------------------------------ | ---------------- | -------- | -------- |
| 1  | 20-11-1978 | Christchurch Invitational Christchurch |           | 35 000 $  | Gazon (ext.)    | Lesley Hunt Sharon Walsh             | Katja Ebbinghaus | 6-1, 7-5 | Parcours |
| 2  | 21-01-1980 | Avon Championships of Chicago Chicago  |           | 200 000 $ | Moquette (int.) | Billie Jean King Martina Navrátilová | Kathy Jordan     | 6-3, 6-4 | Parcours |

## Parcours en Grand Chelem
| Année | Open d'Australie (janvier) | Open d'Australie (janvier) | Internationaux de France | Internationaux de France | Wimbledon       | Wimbledon        | US Open         | US Open             | Open d'Australie (décembre) | Open d'Australie (décembre) |
| ----- | -------------------------- | -------------------------- | ------------------------ | ------------------------ | --------------- | ---------------- | --------------- | ------------------- | --------------------------- | --------------------------- |
| 1978  | n/a                        | n/a                        | 1er tour (1/32)          | Betsy Nagelsen           | 2e tour (1/32)  | Janet Newberry   | 1er tour (1/64) | Donna Ganz          | -                           | -                           |
| 1979  | n/a                        | n/a                        | 1er tour (1/32)          | Jeanne Duvall            | 3e tour (1/16)  | Virginia Wade    | 1/4 de finale   | Tracy Austin        | -                           | -                           |
| 1980  | n/a                        | n/a                        | 3e tour (1/8)            | Kathy Jordan             | 2e tour (1/32)  | Pam Shriver      | 3e tour (1/16)  | Tracy Austin        | 3e tour (1/8)               | Candy Reynolds              |
| 1981  | n/a                        | n/a                        | Finale                   | Hana Mandlíková          | 1er tour (1/64) | Mary Lou Piatek  | 1/4 de finale   | Tracy Austin        | -                           | -                           |
| 1982  | n/a                        | n/a                        | 2e tour (1/32)           | Ivanna Madruga           | 4e tour (1/8)   | Joanne Russell   | -               | -                   | -                           | -                           |
| 1983  | n/a                        | n/a                        | 3e tour (1/16)           | Mima Jaušovec            | 3e tour (1/16)  | Jennifer Mundel  | 1/4 de finale   | Martina Navrátilová | 1/4 de finale               | Kathy Jordan                |
| 1984  | n/a                        | n/a                        | 3e tour (1/16)           | Anne White               | 1er tour (1/64) | Mary Lou Piatek  | 1/4 de finale   | Chris Evert         | 2e tour (1/16)              | Marcella Mesker             |
| 1985  | n/a                        | n/a                        | 4e tour (1/8)            | Claudia Kohde-Kilsch     | 2e tour (1/32)  | Pascale Paradis  | 3e tour (1/16)  | Hana Mandlíková     | -                           | -                           |
| 1986  | n/a                        | n/a                        | 1er tour (1/64)          | Patricia Tarabini        | 1er tour (1/64) | Lisa Spain-Short | 2e tour (1/32)  | Mary Joe Fernández  | n/a                         | n/a                         |
| 1987  | 4e tour (1/8)              | Claudia Kohde-Kilsch       | 4e tour (1/8)            | Martina Navrátilová      | 4e tour (1/8)   | Pam Shriver      | 4e tour (1/8)   | Steffi Graf         | n/a                         | n/a                         |
| 1988  | 4e tour (1/8)              | Martina Navrátilová        | 4e tour (1/8)            | Nicole Provis            | 3e tour (1/16)  | Katrina Adams    | 3e tour (1/16)  | Patty Fendick       | n/a                         | n/a                         |
| 1989  | 1er tour (1/64)            | Elise Burgin               | 4e tour (1/8)            | Jana Novotná             | 1er tour (1/64) | Karine Quentrec  | 3e tour (1/16)  | Conchita Martínez   | n/a                         | n/a                         |
| 1990  | -                          | -                          | 2e tour (1/32)           | Isabel Cueto             | -               | -                | 2e tour (1/32)  | Dinky Van Rensburg  | n/a                         | n/a                         |

À droite du résultat, l’ultime adversaire.

### En double dames
| Année | Open d'Australie (janvier) | Open d'Australie (janvier) | Internationaux de France    | Internationaux de France | Wimbledon                   | Wimbledon                | US Open | US Open | Open d'Australie (décembre) | Open d'Australie (décembre) |
| ----- | -------------------------- | -------------------------- | --------------------------- | ------------------------ | --------------------------- | ------------------------ | ------- | ------- | --------------------------- | --------------------------- |
| 1978  | n/a                        | n/a                        | -                           | -                        | 1er tour (1/32) Iris Riedel | Judy Tegart W. Gilchrist | -       | -       | -                           | -                           |
| 1980  | n/a                        | n/a                        | -                           | -                        | -                           | -                        | -       | -       | 1/4 de finale Kohde-Kilsch  | B. Nagelsen Navrátilová     |
| 1981  | n/a                        | n/a                        | 3e tour (1/8) Andrea Jaeger | B. J. King Ilana Kloss   | 3e tour (1/8) Andrea Jaeger | M. Blackwood Susan Leo   | -       | -       | -                           | -                           |
| 1989  | 3e tour (1/8) Kohde-Kilsch | E. Smylie W. Turnbull      | -                           | -                        | -                           | -                        | -       | -       | n/a                         | n/a                         |

Sous le résultat, la partenaire ; à droite, l’ultime équipe adverse.

## Parcours aux Masters

### En simple dames
| # | Date       | Nom de l'édition                      | ($)       | Surface         | Résultat       | Ultime adversaire   | Score         |          |
| - | ---------- | ------------------------------------- | --------- | --------------- | -------------- | ------------------- | ------------- | -------- |
| 1 | 23/03/1981 | Avon Circuit Championships New York   | 300 000   | Moquette (int.) | 1/2 finale     | Andrea Jaeger       | 6-4, 5-7, 6-4 | Parcours |
| 2 | 22/03/1982 | Avon Circuit Championships New York   | 300 000   | Moquette (int.) | Victoire       | Martina Navrátilová | 1-6, 6-3, 6-4 | Parcours |
| 3 | 21/03/1983 | Virginia Slims Championships New York | 350 000   | Moquette (int.) | 1/2 finale     | Martina Navrátilová | 6-1, 6-1      | Parcours |
| 4 | 27/02/1984 | Virginia Slims Championships New York | 500 000   | Moquette (int.) | 1er tour (1/8) | Hana Mandlíková     | 4-6, 6-2, 6-3 | Parcours |
| 5 | 18/03/1985 | Virginia Slims Championships New York | 500 000   | Moquette (int.) | 1er tour (1/8) | Zina Garrison       | 6-2, 6-3      | Parcours |
| 6 | 16/11/1987 | Virginia Slims Championships New York | 500 000   | Moquette (int.) | 1/2 finale     | Steffi Graf         | 6-1, 6-4      | Parcours |
| 7 | 14/11/1988 | Virginia Slims Championships New York | 1 000 000 | Moquette (int.) | 1er tour (1/8) | Pam Shriver         | 6-3, 6-4      | Parcours |

## Parcours aux Jeux olympiques

### En simple dames
| # | Date       | Nom de l'olympiade         | Surface    | Résultat      | Ultime adversaire | Score         |          |
| - | ---------- | -------------------------- | ---------- | ------------- | ----------------- | ------------- | -------- |
| 1 | 20/09/1988 | Olympic Tennis Event Séoul | Dur (ext.) | 3e tour (1/8) | Gabriela Sabatini | 1-6, 6-4, 6-2 | Parcours |

## Parcours en Coupe de la Fédération
| #                                                                                      | Date       | Lieu      | Surface                          | Gagnante(s)                        | Perdante(s)                        | Score          |          |
|                                                                                        |            |           |                                  |                                    |                                    |                |          |
| 1978 - 1er tour (groupe mondial) - Allemagne de l'Ouest - Brésil - 3 : 0               |            |           |                                  |                                    |                                    |                |          |
| 1                                                                                      | 27/11/1978 | Melbourne |                                  | Sylvia Hanika                      | Vera-Lucia Giugni                  | 6-0, 6-1       | Parcours |
| 1                                                                                      | 27/11/1978 | Melbourne | Katja Ebbinghaus Sylvia Hanika   | Vera-Lucia Giugni Pat Medrado      | 6-3, 6-4                           |                | Parcours |
|                                                                                        |            |           |                                  |                                    |                                    |                |          |
| 1978 - 2e tour (groupe mondial) - Grande-Bretagne - Allemagne de l'Ouest - 2 : 1       |            |           |                                  |                                    |                                    |                |          |
| 2                                                                                      | 27/11/1978 | Melbourne |                                  | Sylvia Hanika                      | Sue Barker                         | 6-3, 6-2       | Parcours |
| 2                                                                                      | 27/11/1978 | Melbourne | Sue Barker Virginia Wade         | Katja Ebbinghaus Sylvia Hanika     | 6-3, 6-0                           |                | Parcours |
|                                                                                        |            |           |                                  |                                    |                                    |                |          |
| 1979 - 1er tour (groupe mondial) - Allemagne de l'Ouest - Corée du Sud - 3 : 0         |            |           |                                  |                                    |                                    |                |          |
| 3                                                                                      | 30/04/1979 | Madrid    | Terre (ext.)                     | Sylvia Hanika                      | Duk-Hee Lee                        | 6-1, 6-1       | Parcours |
| 3                                                                                      | 30/04/1979 | Madrid    | Terre (ext.)                     | Katja Ebbinghaus Sylvia Hanika     | Duk-Hee Lee Lee Soon-oh            | 6-1, 7-5       | Parcours |
|                                                                                        |            |           |                                  |                                    |                                    |                |          |
| 1979 - 2e tour (groupe mondial) - États-Unis - Allemagne de l'Ouest - 3 : 0            |            |           |                                  |                                    |                                    |                |          |
| 4                                                                                      | 30/04/1979 | Madrid    | Terre (ext.)                     | Chris Evert                        | Sylvia Hanika                      | 6-4, 6-2       | Parcours |
| 4                                                                                      | 30/04/1979 | Madrid    | Terre (ext.)                     | Rosie Casals Chris Evert           | Katja Ebbinghaus Sylvia Hanika     | 6-1, 6-4       | Parcours |
|                                                                                        |            |           |                                  |                                    |                                    |                |          |
| 1980 - 1er tour (groupe mondial) - Allemagne de l'Ouest - Autriche - 3 : 0             |            |           |                                  |                                    |                                    |                |          |
| 5                                                                                      | 19/05/1980 | Berlin    | Terre (ext.)                     | Sylvia Hanika                      | Maria Geyer                        | 6-1, 6-2       | Parcours |
| 5                                                                                      | 19/05/1980 | Berlin    | Terre (ext.)                     | Bettina Bunge Sylvia Hanika        | Maria Geyer Andrea Pesak           | 6-4, 4-6, 6-3  | Parcours |
|                                                                                        |            |           |                                  |                                    |                                    |                |          |
| 1980 - 2e tour (groupe mondial) - Allemagne de l'Ouest - Espagne - 2 : 1               |            |           |                                  |                                    |                                    |                |          |
| 6                                                                                      | 19/05/1980 | Berlin    | Terre (ext.)                     | Carmen Perea-Alcala                | Sylvia Hanika                      | 6-4, 6-3       | Parcours |
| 6                                                                                      | 19/05/1980 | Berlin    | Terre (ext.)                     | Bettina Bunge Sylvia Hanika        | Beatriz Pellon Carmen Perea-Alcala | 6-3, 6-2       | Parcours |
|                                                                                        |            |           |                                  |                                    |                                    |                |          |
| 1980 - 1/4 de finale (groupe mondial) - Allemagne de l'Ouest - Grande-Bretagne - 3 : 0 |            |           |                                  |                                    |                                    |                |          |
| 7                                                                                      | 19/05/1980 | Berlin    | Terre (ext.)                     | Sylvia Hanika                      | Virginia Wade                      | 4-6, 6-1, 7-5  | Parcours |
| 7                                                                                      | 19/05/1980 | Berlin    | Terre (ext.)                     | Bettina Bunge Sylvia Hanika        | Sue Barker Glynis Coles            | 6-3, 6-3       | Parcours |
|                                                                                        |            |           |                                  |                                    |                                    |                |          |
| 1980 - 1/2 finale (groupe mondial) - Allemagne de l'Ouest - Australie - 1 : 2          |            |           |                                  |                                    |                                    |                |          |
| 8                                                                                      | 19/05/1980 | Berlin    | Terre (ext.)                     | Wendy Turnbull                     | Sylvia Hanika                      | 3-6, 6-4, 7-5  | Parcours |
| 8                                                                                      | 19/05/1980 | Berlin    | Terre (ext.)                     | Dianne Fromholtz Wendy Turnbull    | Bettina Bunge Sylvia Hanika        | 6-4, 6-2       | Parcours |
|                                                                                        |            |           |                                  |                                    |                                    |                |          |
| 1984 - 1er tour (groupe mondial) - Allemagne de l'Ouest - Chine - 3 : 0                |            |           |                                  |                                    |                                    |                |          |
| 9                                                                                      | 16/07/1984 | São Paulo | Terre (ext.)                     | Sylvia Hanika                      | Wang Ping Sr.                      | 6-1, 6-0       | Parcours |
| 9                                                                                      | 16/07/1984 | São Paulo | Terre (ext.)                     | Sylvia Hanika Petra Keppeler       | Duan Li-Lan Zhu Xiao-Yu            | 6-1, 6-4       | Parcours |
|                                                                                        |            |           |                                  |                                    |                                    |                |          |
| 1984 - 2e tour (groupe mondial) - Allemagne de l'Ouest - Suède - 2 : 1                 |            |           |                                  |                                    |                                    |                |          |
| 10                                                                                     | 16/07/1984 | São Paulo | Terre (ext.)                     | Catarina Lindqvist                 | Sylvia Hanika                      | 6-4, 3-6, 6-2  | Parcours |
| 10                                                                                     | 16/07/1984 | São Paulo | Terre (ext.)                     | Sylvia Hanika Petra Keppeler       | Catrin Jexell Carina Karlsson      | 6-3, 6-4       | Parcours |
|                                                                                        |            |           |                                  |                                    |                                    |                |          |
| 1984 - 1/4 de finale (groupe mondial) - Allemagne de l'Ouest - Australie - 1 : 2       |            |           |                                  |                                    |                                    |                |          |
| 11                                                                                     | 16/07/1984 | São Paulo | Terre (ext.)                     | Sylvia Hanika                      | Elizabeth Sayers                   | 6-4, 6-1       | Parcours |
| 11                                                                                     | 16/07/1984 | São Paulo | Terre (ext.)                     | Elizabeth Sayers Wendy Turnbull    | Sylvia Hanika Petra Keppeler       | 6-1, 6-1       | Parcours |
|                                                                                        |            |           |                                  |                                    |                                    |                |          |
| 1988 - 1er tour (groupe mondial) - Allemagne de l'Ouest - Mexique - 3 : 0              |            |           |                                  |                                    |                                    |                |          |
| 12                                                                                     | 05/12/1988 | Melbourne |                                  | Sylvia Hanika                      | Xochitl Escobedo                   | 6-3, 6-2       | Parcours |
|                                                                                        |            |           |                                  |                                    |                                    |                |          |
| 1988 - 2e tour (groupe mondial) - Allemagne de l'Ouest - France - 3 : 0                |            |           |                                  |                                    |                                    |                |          |
| 13                                                                                     | 05/12/1988 | Melbourne |                                  | Sylvia Hanika                      | Karine Quentrec                    | 6-4, 6-4       | Parcours |
|                                                                                        |            |           |                                  |                                    |                                    |                |          |
| 1988 - 1/4 de finale (groupe mondial) - Australie - Allemagne de l'Ouest - 1 : 2       |            |           |                                  |                                    |                                    |                |          |
| 14                                                                                     | 05/12/1988 | Melbourne |                                  | Sylvia Hanika                      | Nicole Provis                      | 6-1, 6-2       | Parcours |
| 14                                                                                     | 05/12/1988 | Melbourne | Elizabeth Smylie Wendy Turnbull  | Sylvia Hanika Claudia Kohde-Kilsch | 2-6, 6-0, 6-2                      |                | Parcours |
|                                                                                        |            |           |                                  |                                    |                                    |                |          |
| 1988 - 1/2 finale (groupe mondial) - URSS - Allemagne de l'Ouest - 2 : 1               |            |           |                                  |                                    |                                    |                |          |
| 15                                                                                     | 05/12/1988 | Melbourne |                                  | Larisa Savchenko                   | Sylvia Hanika                      | 5-7, 7-65, 6-3 | Parcours |
| 15                                                                                     | 05/12/1988 | Melbourne | Larisa Savchenko Natasha Zvereva | Sylvia Hanika Claudia Kohde-Kilsch | 1-6, 6-1, 7-5                      |                | Parcours |

## Classements WTA

### En simple
| Année | 1977 | 1978 | 1979 | 1980 | 1981 | 1982 | 1983 | 1984 | 1985 | 1986 | 1987 | 1988 | 1989 | 1990 |
| Rang  | 118  | 35   | 16   | 14   | 6    | 10   | 6    | 17   | 21   | 50   | 14   | 17   | 41   | 123  |

Source : (en) « Classements de Sylvia Hanika », sur le site officiel du WTA Tour